# Buforrestia
Buforrestia é um género botânico pertencente à família Commelinaceae.

## Espécies
- Buforrestia brachycarpa
- Buforrestia brachycarpa
- Buforrestia candolleana
- Buforrestia glabrisepala
- Buforrestia imperforata
- Buforrestia imperforata
- Buforrestia imperforata
- Buforrestia mannii
- Buforrestia minor
- Buforrestia obovata
- Buforrestia oligantha
- Buforrestia tenuis